# Берт (лунный кратер)
Кратер Берт (лат. Birt) — маленький ударный кратер в восточной части Моря Облаков на видимой стороне Луны. Название дано в честь английского астронома-любителя Уильяма Редклиффа Бёрта (1804—1881) и утверждено Международным астрономическим союзом в 1935 г.

## Описание кратера
Ближайшими соседями кратера являются кратер Арзахель на северо-востоке; кратер Табит на востоке; кратер Пурбах на юго-востоке. На востоке от кратера лежит уступ Прямая Стена, на севере — мыс Тенария, на северо-западе борозда Берта. Селенографические координаты центра кратера — 22°22′ ю. ш. 8°35′ з. д. / 22,36° ю. ш. 8,59° з. д., диаметр — 15,8 км, глубина — 3,47 км.
Кратер имеет чашеобразную форму и практически не разрушен. Вал кратера с острой кромкой, уклон западной части кромки составляет 46°. Юго-восточная часть вала перекрыта сателлитным кратером Берт А (см.ниже). Высота вала над окружающей местностью составляет 600 м. У подножия внутреннего склона в месте прилегания сателлитного кратера Берт А видна осыпь пород.

## Сателлитные кратеры
| Берт | Координаты                                            | Диаметр, км |
| ---- | ----------------------------------------------------- | ----------- |
| A    | 22°29′ ю. ш. 8°14′ з. д. / 22,49° ю. ш. 8,24° з. д.   | 7,2         |
| B    | 22°17′ ю. ш. 10°16′ з. д. / 22,29° ю. ш. 10,27° з. д. | 5,0         |
| C    | 23°41′ ю. ш. 8°22′ з. д. / 23,69° ю. ш. 8,37° з. д.   | 1,8         |
| D    | 21°05′ ю. ш. 9°53′ з. д. / 21,08° ю. ш. 9,88° з. д.   | 2,6         |
| E    | 20°43′ ю. ш. 9°40′ з. д. / 20,72° ю. ш. 9,66° з. д.   | 5,3         |
| F    | 22°20′ ю. ш. 9°09′ з. д. / 22,34° ю. ш. 9,15° з. д.   | 2,5         |
| G    | 23°11′ ю. ш. 8°17′ з. д. / 23,19° ю. ш. 8,28° з. д.   | 1,8         |
| H    | 23°04′ ю. ш. 9°09′ з. д. / 23,07° ю. ш. 9,15° з. д.   | 1,8         |
| J    | 23°00′ ю. ш. 9°30′ з. д. / 23,00° ю. ш. 9,50° з. д.   | 1,8         |
| K    | 22°24′ ю. ш. 9°41′ з. д. / 22,40° ю. ш. 9,69° з. д.   | 1,8         |
| L    | 21°40′ ю. ш. 9°22′ з. д. / 21,66° ю. ш. 9,36° з. д.   | 1,8         |

- Кратер Берт и сателлитный кратер Берт А включены в список кратеров с яркой системой лучей Ассоциации лунной и планетарной астрономии (ALPO)[7].

- Кратер Берт включен в список кратеров с темными радиальными полосами на внутреннем склоне Ассоциации лунной и планетарной астрономии (ALPO)[8].

- Большая часть чаши сателлитного кратера Берт A заполнена осыпью пород.

- Сателлитный кратер Берт Е не является ударным кратером, а сформирован в результате извержения пирокластического потока лавы, которая покидала жерло этого кратера и рассеивалась по поверхности. Характерным признаком вулканических кратеров является их удлиненная форма. У кратера Берт Е, возможно, была сложная история с эффузивными извержениями, сформировавшими борозду Берта, начинающуюся в кратере и тянущуюся на юго-восток[9].